# Astia Walker
Astia Walker (née le 4 avril 1975 dans la Paroisse de Trelawny) est une athlète jamaïcaine spécialiste du sprint.

## Carrière

### Palmarès
| Date | Compétition                  | Lieu       | Épreuve               | Résultat | Performance |
| ---- | ---------------------------- | ---------- | --------------------- | -------- | ----------- |
| 1994 | Championnats du monde junior | Lisbonne   | Relais 4 × 100 mètres | 1re      | 44 s 01     |
| 2001 | Championnats du monde        | Edmonton   | Relais 4 × 100 mètres | 3e       | 42 s 40     |
| 2002 | Jeux du Commonwealth         | Manchester | Relais 4 × 100 mètres | 2e       | 42 s 73     |

### Records
| Épreuve          | Performance | Lieu       | Date         |
| ---------------- | ----------- | ---------- | ------------ |
| 100 mètres       | 11 s 28     | Kingston   | 22 juin 2001 |
| 200 mètres       | 22 s 79     | Linz       | 8 août 2000  |
| 100 mètres haies | 12 s 82     | Leverkusen | 20 août 2000 |